# Flight of the Conchords (serie de televisión)
Flight of the Conchords (Los Conchords) es una serie de televisión de comedia estadounidense, transmitida por HBO durante dos temporadas entre 2007 y 2009. Creada por James Bobin está protagonizado por Jemaine Clement y Bret McKenzie, integrantes del dúo musical de la vida real, quienes interpretan versiones ficticias de sí mismos.

## Argumento
La serie cuenta las aventuras de Flight of the Conchords, una banda de Nueva Zelanda formada por Jemaine y Bret, en su intento de conquistar el mercado estadounidense. Los dos son asistidos por Murray Hewitt (Rhys Darby), su agente y subdirector de cultura en el consulado de Nueva Zelanda. También deben defenderse de los continuos ataques de Mel (Kristen Schaal), su única fan estadounidense y acosadora. Además cuentan con su amigo Dave (Arj Barker), para darles consejos sobre el amor y la cultura estadounidense.
En cada episodio se intercalan las canciones del grupo, insertadas en el capítulo de varias maneras: como parte de la trama, como un diálogo, como un monólogo interior. Al menos una vez para cada episodio, una canción se presenta como un vídeoclip.